# ガンオタの女
ガンオタの女（がんおたのおんな）は月刊ガンダムエースで2007年1月号より2008年12月号にかけて連載された左菱虚秋作の漫画作品。単行本は全3巻。連載前に増刊号に掲載された読切版も存在する。
仕事のできるキャリアウーマンでありながら重度のガンダムおたく（略して「ガンオタ」、「ガノタ」とも）である主人公が、自分の趣味をひた隠しにしつつ社内で繰り広げる騒動を描くビジネスマン漫画で、「ガンダムのファンを主人公とした現代日本を舞台とする漫画」というガンダム漫画の新境地を開拓した作品である。

## あらすじ
かつて「ガンオタ」であることを理由に周囲の男から敬遠され、彼氏からも捨てられた過去を持つ賀ノ多うつきは、「ズーム物産」への就職による上京を機会にガンダム断ちを行ったはず……だった。
それから数年後、ダントツの営業成績により社内でもそれなりの地位を築き上げた賀ノ多であったが、ガンオタ度はむしろ悪化していた。せめて社内でだけではガンオタであることを隠そうとするものの、ムリに隠そうとすれば余計に不自然になってしまい、それが原因で様々な事件が起こるのであった。

## 主な登場人物
主人公であるうつき以外の登場人物の多くは『機動戦士ガンダム』のキャラクターによく似た風貌と名前であるが、ほとんどが性別を逆に置き換えられている。

### ズーム物産
社名の由来はジオン公都ズム・シティから。
賀ノ多うつき（がのた・うつき）
主人公 モデル無し(ただし髪をアップにすると逆襲のシャアに登場するシャア・アズナブルに似る) 女性
ズーム物産総合物流サービス部主任。極度のガンオタで、特にシャア・アズナブルのファン。そのためガンダムグッズ以外でも赤いものを集める癖がある。過去にガンオタ丸出しにしてフラれたことから、社内では隠そうとするが、ガンダム禁断症状が出て奇行に走ることも多い。ただし、社内でもダントツに仕事ができることもあり（勤務成績が2位の3倍）、ガンオタではない他の社員は何かの理由があっての行動ではないかと受け止めている。九州出身で興奮すると方言が出る。
彼女のみ、名前や容姿がガンダム由来でないのは、パロディキャラクターが登場しない読切版で命名されたキャラクターであるため。苗字の元ネタは｢ガンオタ｣が更に縮まった“ガノタ”から（「GAN OTA｣→｢GA NO TA｣）。
父親が「大くん」と呼ばれていることが母との会話から窺えるが、これはジオン公国の創設者でありシャアの実父であるジオン・ズム・ダイクンから。
真壁（まかべ）
モデルはマ・クベ 女性
賀ノ多をライバル視する勤務成績2位の女性社員で、ギャン好きのガンオタかつ壷マニア。幼馴染である岸利に対してストーカーじみたアタックを以前から行っており、その点でも賀ノ多をライバル視しているのだが、賀ノ多の方はガンオタであることを隠さなくてすむ相手としてむしろ友人として見なしている。
ストーキング中に誤って転落、かるらの愛車ガウ（後述）を大破させたことで、皮肉にも己がかるらの執拗なストーキングを受ける。
岸利旭（きしり・あさひ）
モデルはキシリア・ザビ 男性
賀ノ多たちの上司で、座日三姉妹とは従兄弟に当たる男性社員。賀ノ多に対して恋心を抱いている。仕事もできるエリートであるが、そのプライドが邪魔をして賀ノ多に積極的にアプローチできず、賀ノ多に気づいてもらえない。幼い頃のトラウマにより極度のガンダム恐怖症。
座日かるら（ざび・かるら）
モデルはガルマ・ザビ 女性
ズーム物産都市開発プロジェクト部所属。創業者の一族で、木蓮・十鶴（後述）の妹。25歳。姉たちとは違いお人よしだが無能なバカお嬢様で、遊び感覚で出社してろくな仕事もせずに高い給料をもらっている。賀ノ多とは同期入社で新人研修からの付き合いだが、かるらの方が一方的に付きまとっている関係。賀ノ多にはシャア・アズナブルのごとく色々謀られているのだが本人はまったく気づかず、賀ノ多のことを仲の良い友達だと思っている。区長の息子である伊勢（モデルはイセリナ・エッシェンバッハ）と交際している。
浦賀（うらが）
モデルはウラガン 女性
ニックネームはひらがな表記で「うらがん」。賀ノ多達の同僚で真壁は大学の先輩。眉が太いことをコンプレックスに持つが、賀ノ多からシャアのマスクを借りて眉を隠すと性格が一変。シャアが憑依したかのような有能ぶりを示し、業績を伸ばし賀ノ多を追い抜いたが、マスクを取られ元の気弱な性格に戻ってしまった。酒癖が悪い。
座日木蓮（ざび・もくれん）
モデルは、ギレン・ザビ 女性
I.Q.200を誇るズーム物産の社長。レズビアンであり、自分の秘書たちを美人で巨乳の女子社員で固め、賀ノ多をも狙う。社長自ら差し入れするという部下への思いやりもある。
座日十鶴（ざび・とつる）
モデルはドズル・ザビ 女性
ズーム物産の副社長。色黒の大女で豪快な性格。怒った後はすぐ不貞寝する。
十和忍（とわ・しのぶ）
モデルはトワニング 男性
賀ノ多たちの同僚でメガネをかけた男性社員。岸利と行動を共にすることが多い。

### 連邦物産
嶺愛（みね・あむる）
モデルはアムロ・レイ 女性
連邦物産のキャリアウーマン。真壁が契約を取った鉱山を奪い返すなどの辣腕ぶりでズーム物産でも有名で、白いスーツを好んで着ることから「連邦の白いヤツ」と呼ばれる。ガンダムの木彫り作りを特技に持つ。名前の「あむる」は愛に相当するフランス語「アムール」から。名字の「嶺」はアニメ初期設定における「レイ」の漢字表記。
古井戸乃亜（ふるいど・のあ）
モデルはブライト・ノア 女性
嶺の上司。連邦物産の上層部から無理難題を押しつけられたが、開き直って愛に振った。
賀ノ多聖矢（がのた・せいや）
モデルはセイラ・マス 男性
賀ノ多の弟で嶺の同僚。医師志望であったが、大学受験に二回も失敗した（高校三年時から都合三年間家庭教師を付けられていた）姉によってその道を絶たれ、恨みを持つ。その恨みをララ（後述）に見咎められて死闘を展開する。
三原時恵（みはら・ときえ）
モデルはミハル・ラトキエ 女性
ニックネームはミハル。賀ノ多が連邦物産に「市丸奈々」の偽名で送り込んだ産業スパイ。いかなる場所でも常に愛犬を連れ歩いている（「カイ犬」らしい）。
古井ありす（ふるい・ありす）
モデルはガンダムSEEDのフレイ・アルスター 女性
真壁の大学の後輩で浦賀とは同期。現在は連邦物産所属の23歳。種オタでキラを肴に何杯でもいける女。
連邦の偉い人（名前は不明）
モデルはゴップ 女性
連邦物産の上層部の一人。あらゆる手段を使ってF-Xを受注するよう古井戸を焚き付ける。

### その他
麻生ララ（あそう・らら）
モデルはララァ・スン 女性
難波から頼まれて預かることになった小学一年生の女の子。両親は格闘家でインドで修行中。親の薫陶を受けて年齢不相応な身体能力も持ち、かなり凶暴な性格だが賀ノ多に完敗したことで「大佐」（最初は「師匠」だったが賀ノ多の希望で変更）と呼んで懐く。
賀ノ多がガンダム禁断症状で煮詰まり「赤い（辛い）料理」しか作らなくなった際には自ら包丁を握り、最終話では親とは異なる進路を選んだ。
難波奈留（なんば・なる）
モデルはランバ・ラル 女性
家電メーカー「青い電気株式会社」の女社長で賀ノ多とはガンオタ友だち。賀ノ多と対照的に青いもの好きで、互いに「赤いの」「青いの」と呼び合う。既婚の38歳。
青い電気の社員達（名前は不明）
モデルはクランプとコズン・グラハム。ガンダムの名台詞をしゃべるカーナビ「ガンナビ」を開発した。
問屋のおっちゃん（名前は不明）
モデルはガデム。賀ノ多がガンプラ購入のためにしばしば立ち寄る問屋に勤務。
岸利指朗（きしり・さすろう）
モデルはサスロ・ザビ 男性
旭の兄であり、旭をガンダム嫌いにした張本人。大学を卒業後、就職することなく放浪しており回想シーンを除いて本編には登場しない。そのため暗殺されたとの噂まで流れている。
賀ノ多親衛隊（名前は不明）
ステレオタイプなオタク像そのままの男性3人組。ガンオタであるが、賀ノ多と違って地球連邦派。彼らが周囲にいることで自分のガンオタ趣味がバレることを恐れた賀ノ多の陰謀によりズーム物産を解雇され、連邦物産に再就職する。連邦では賀ノ多に恨みを抱くもの同士であることから聖矢と意気投合する。

## 登場メカニック
ガウ
かるらのマイカーとしてアレンジされて登場（車のモデルはトヨタ・スポーツ800）。「ガウガウ」というエンジン音がする。オールハンドメイド。賀ノ多の頼みでガンナビを搭載して、函館までの試験運転（本来ならばそこまでの距離は必要ないが賀ノ多の企みにより目的地が函館に設定され東京→函館間の長距離走行となった）を行ったが、スリップを起こし路肩に激突して大破。その後修理（もしくは新車が購入）されたが、今度はストーキング中の真壁が誤って転落した下敷きにされ、またしても大破した。
ドップ
ズーム物産から航空自衛隊の第4次F-X向けに売り込もうとした。コードネームは「あひる」。浦賀のパンチラまで使った涙ぐましい営業活動をしたのだが…。
コア・ファイター
ドップの対抗馬。連邦物産が提案した。製造会社はハービック社。嶺による「ガンダムやコア・ブースターとドッキングも出来るよう設計されている」などの妄想が入り混ったプレゼンテーションを真に受け採用が決定されてしまい、後に大問題となる。

## その他パロディ
居酒屋そろもん
真壁が後輩の浦賀、古井と飲んでいた店。元ネタは宇宙要塞ソロモン。
DELAZ'S
ズーム物産近くのファミレス。元ネタはデニーズにエギーユ・デラーズをかけたもの。星の屑フェア（星の屑作戦）を開催していたほか、「ほかほかグワダン」や「茨の園ランチ」、「紫豚のスモーク」や「紫豚の丸焼き」などのメニューがある。
妻戸工業
ズーム物産の取引先。元ネタはジオン公国の軍需産業企業ツィマッド社。

## 読切版
連載版のプロトタイプに相当する作品で、「ガンダムエーススペシャル お笑い特集号」（2006年11月号増刊）に掲載。この増刊は4コマ漫画特集号だったため、本作もストーリー4コマ漫画となっている。
連載版では設定が一新されているため、内容に直接的つながりは存在しない。
読切版は2011年に発行された「機動戦士ガンダム コマ最前線」に収録されている。初期の読切4コマの他、「ガンオタの女 2343」も描き下ろし収録されている。

## 書誌情報
- 左菱虚秋（著者）・矢立肇（原案）・富野由悠季（原案） 『ガンオタの女』KADOKAWA〈角川コミックス・エース〉、全3巻
  1. 2007年11月21日発売、ISBN 978-4-04-713988-6
  2. 2008年6月24日発売、ISBN 978-4-04-715077-5
  3. 2009年1月22日発売、ISBN 978-4-04-715167-3